# Lindsay Mathyssen
Lindsay Mathyssen est une femme politique canadienne. Membre du Nouveau Parti démocratique, elle est députée à la Chambre des communes du Canada de la circonscription de London—Fanshawe de 2019 à 2025.
Elle est la fille d'Irene Mathyssen, députée de la même circonscription de 2006 à 2019.

## Biographie
Avant son entrée au parlement, Lindsay Mathyssen travaille pour la députée Tracey Ramsey. Lors des élections de 2015, elle est candidate à l'investiture dans London-Centre-Nord, mais est défaite. Lors de l'élection suivante en 2019, elle est candidate pour le siège occupé depuis 2006 par sa mère, Irene Mathyssen, dans la circonscription de London—Fanshawe qui avait précédemment annoncé qu'elle ne serait pas candidate pour sa réélection. Seule candidate à l'investiture néo-démocrate, elle reçoit la nomination. Le soir de l'élection, elle reçoit 41 % des votes contre 26 % pour Mohamed Hammoud du Parti libéral. Elle est de nouveau candidate pour les élections anticipées de 2021 où elle affronte Hammoud de nouveau. Elle est réélue le 20 septembre 2021 avec une majorité de 9 850 voix.
Lors des élections de 2025, elle est défaite par le conservateur Kurt Holman, terminant troisième derrière le candidat libéral Najam Naqvi.